# Percival Molson
Pour les articles homonymes, voir Molson (homonymie).
Percival Molson, né le 14 août 1880 à Cacouna au Québec et mort à Villers-au-Bois dans le Pas-de-Calais le 5 juillet 1917, est un athlète et un soldat canadien.
Fils de John Thomas Molson (1837–1910) et de Jane (Jennie) Baker Butler (1850–1926), Percival, était un athlète né. À l'âge de seize ans, il participa à plusieurs disciplines. En tant que joueur de hockey, il était membre du club Montreal Victorias qui remporta la Coupe Stanley en 1897.
Alors qu'il étudiait à l'Université McGill, Percival Molson dirigeait l'équipe de hockey, excellait en compétition d'athlétisme, jouait aux sports de raquette et bâtit l'équipe de football. Il fut nommé par l'Université McGill meilleur athlète trois années consécutives, un exploit sans égal dans l'histoire de l'université.

## Un stade en sa mémoire
Percival Molson s'engage en octobre 1915 dans la Princess Patricia's Canadian Light Infantry avec le grade de capitaine. Il est gravement blessé en juin 1916 à la bataille du mont Sorrel et reçoit la Croix militaire. Il revient au front, et est tué par un tir d'obusier allemand le 5 juillet 1917.
En chantier dès 1914, le stade sportif de l'Université McGill (à Montréal) est baptisé stade Percival-Molson le 25 octobre 1919 en son honneur. Il avait légué 75 000 dollars pour la construction du stade.